# Chesneya elegans
Espèce
Chesneya elegans est une espèce de plantes à fleurs dicotylédones de la famille des Fabaceae, originaire de Turquie.

## Publication originale
- Fomin Vĕstn. Tiflissk. Bot. Sada 1: 6 1905.